# Marie-Soleil (prénom)
Pour les articles homonymes, voir Marie-Soleil (homonymie).
Marie-Soleil est un prénom féminin d'origine française ou espagnole. Ce prénom est composé de Marie et Soleil.

## Prénom

### Origine et sens
Marie signifie celui qui élève et Soleil signifie le même nom en latin, soleil.

### Popularité du prénom
Le prénom Marie-Soleil est très populaire dans la province de Québec, au Canada depuis 2011.

### Personnalités
- Marie-Soleil Beaudoin, arbitre canadienne.
- Marie-Soleil Dion, actrice, animatrice et improvisatrice canadienne.
- Marie-Soleil Michon, animatrice de télé ou radio québécoise.
- Marie-Soleil Tougas, comédienne québécoise.